# Симона Дянкова
Симона Дянкова е българска състезателка по художествена гимнастика, златна олимпийска медалистка от Токио 2020. 
Сребърна медалистка с ансамбъла от световното първенство през 2017 година в Песаро и два пъти бронзова от световните първенства в София и Баку през 2018 и 2019 година. Златна медалистка на 5 топки от световното първенство в София през 2018 година.
Започва да тренира художествена гимнастика през 2002 година във Варна. Първоначално се подготвя за индивидуални състезания, но през 2017 година влиза в ансамбъл заедно с Елена Бинева, Мадлен Радуканова, Лаура Траатс и Теодора Александрова. Хобитата ѝ са книги и гледане на филми.
Дянкова е почетен гражданин на София (2021) и на родния си град Варна (2021)